# Eucereon mizar
Eucereon mizar là một loài bướm đêm thuộc phân họ Arctiinae, họ Erebidae.